# 이백록
이백록(李百綠) : 생몰년도 미상. 조선의 문신. 본관은 덕수(德水), 자는 성지(成之), 호는 풍암(楓巖)이다. 증 가선대부 호조참판동지의금부사 오위도총부 총관 행 선교랑 평시서 봉사. 증조부는 영중추부사와 대제학 등을 역임한 이변(李邊), 조부는 통례원 봉례를 지낸 이효조(李孝祖)이며, 연산군의 스승이자 호랑이장령으로 알려진 참의공 이거(李琚)의 아들이자 충무공 이순신(李舜臣)의 조부이다.

## 생애
- 생년은 알려지지 않았으나 장남 이정의 출생연도와 조선시대 평균 혼인나이로 추정시 1491~1495년생쯤으로 추정된다.
- 중종 6년(1511) 7월 2일 장남 이정이 태어났다.
- 중종 14년(1519) 학행이 높고 문장 기절을 지녀 기묘사적에 들어가다.
- 중종 17년(1522) 임오 식년시(式年試) [생원] 3등(三等) 50위(80/100). 생원시 동방으로 충무공 이순신과 온양방씨의 혼사에 영향을 준 영의정 이준경, 이순신의 처조부인 방국형 등이 있다.
- 중종 17년(1522) 임오년 사마행검으로 생원 선교랑 참봉에 천제되었으나 기묘사화[1]의 영향으로 나아가지 않으시다.[2]
- 연도미상 차남 이현(李賢)이 태어났다.
- 연도미상 삼남 이귀(李貴)가 태어났다.
- 중종 29년(1534) 중종실록에 성균관 생원 대표로 이름이 올라와 있다. 장남 이정의 출생년도로 이백록의 나이를 추정하였을 때 40세 전후로 성균관 생원으로는 연령이 높다.
- 연도미상 선교랑 평시서 봉사(종8품)가 되다.
- 중종 35년(1540) 평시서 봉사 역임년도는 알 수 없지만 조선왕조실록의 기록 상 1540년경 탄핵되었음을 알 수 있다.[3]
- 연도미상 탄핵된 후 경기 용인시 수지읍 고기리에 남은 여생을 보내시었다.
- 중종 39년(1544) 중종의 국상에 결례를 범한 오해(삼남 이귀(李貴)의 혼사시 주육설판)로 녹안되다. 수도 한성과 거리가 먼 경기 용인 수지읍 고기리 기거하여 중종 대왕의 국휼(國恤)을 알지 못하여 발생하였다.[4]
- 1545년 별세 추정.(향년 51~55세 추정) 의금부에서 곤장으로 복초(服招) 당한 후 회복하지 못한 것으로 추정된다. 또한 이충무공 행록에 충무공 이순신의 태몽 중 모부인 꿈에 풍암공 이백록이 나와서 "이 아이가 반드시 귀히 될 것이니 이름을 순신이라 하여라" 라고 한바 충무공 탄신일인 4월 28일 전후 위중하였거나 별세한 것으로 추정된다.
- 명종 1년(1546) 장남 이정(李貞)의 진소로 이백록(李百綠)의 녹안이 해제되었다.[5]
- 광해군 11년(1619) 가선대부 의정부 호조참판 동지의금부사 오위도총부 총관에 증직되었다.
- 배위는 증 정부인 초계변씨이며 아버지는 생원 변감, 조부는 참봉 변균으로 직제학 변효문의 증손이다. 기일은 6월 22일이다.
- 슬하에 증 좌의정 덕연부원군(德淵府院君) 이정(李貞, 1511~1583)이 있다. 묘는 농소동에서 장례하였으나 1975년 을묘 4월17일 면봉 합폄하다.
- 계배위는 증 정부인 재령이씨로 아버지는 현감 이속이며 조부는 감사 이맹현이다. 슬하에 이현(李賢), 이귀(李貴)가 있다.
- 묘는 경기도 용인시 수지구 고기동 산 18-1에 있으며 쌍분이다.

## 평가
조선왕조실록을 근거로 이백록(李百綠)은 주도적인 성격에 다소 직설적인 인물임을 알 수 있다. 다만 고위 문무반 직을 지낸 선대조 만큼 크게 현달하지는 못했다. 각종 드라마와 소설에서 손자인 충무공 이순신을 돋보이게 하고 극 전개를 역동적으로 하기 위하여 기묘사화와 연루되어 사약을 받았다고 하는 등 역적 집안의 몰락한 양반 가문으로 묘사하는데 이는 허구이며 사실과 다르다. 
기묘사화와 관련된 인물의 전기와 사화의 내용을 수록한 기묘록 속집(己卯錄續集) 별과시 천거인에 경외관동천인(京外官同薦人)이라고 하여 현량과에 천거된 인물 가운데 급제하지 못한 78인의 간략한 전기를 기록한 부분에 "진사 이백록(李百祿)은 배우기를 좋아하고 검행하였다." 라고 서술되어 있다. 다만 이백록(李百綠)은 진사시에 합격한 적이 없어 생원을 진사로 오인 기록하였거나 중종(中宗) 5년(1510) 경오(庚午) 식년시(式年試) [진사] 3등(三等) 17위로 진사에 합격하였던 형 이백복(李百福)을 오인 기술하였을 수 있다. 오인 기술은 한자로 표기된 이름으로도 알 수 있는데 이백록(李百綠)은 푸를 록(綠)을 사용하는 반면 기묘록속집(己卯錄續集)의 이백록(李百祿)은 녹 록(祿)을 사용하여 복 복(福)자로 해석 가능하다. 덕수이씨세보(德水李氏世譜)에 기재되어 있는 입기묘사적(入己卯士籍)을 참고하였을 때에 생원을 진사로 오인하여 기재하였을 확률이 더 높을 것으로 사료된다. 또한 후손들이 조상의 과실을 세보에 기록하는 것은 있을 수 없는 일이기에 기묘사화에 직접적인 영향을 받았다는 것은 과한 평가이고 잘못된 해석으로 보이며 이백록(李百祿)은 단지 많은 인물 중 중종 14년(1519) 기묘년에 추천받은 인재 정도로 보는 것이 바람직하다.
풍암공파 종회(참판공파, 율리공파, 충무공파)는 자체 제작한 충무공 이순신 홈페이지 이순신 계보 조부 이백록(李百綠) 부분에 "1519년(중종14) 정암 조광조를 구하는 천인소(千人疏)에 참여하는 기묘사적(己卯士籍)에 들어 사화(士禍)를 당하시었다. 이로 인하여 시골에 은거하였다."라고 서술하고 있지만 조선왕조실록을 기초로 기묘사화(1519) 이후 이백록(李百綠)의 생애를 비교하였을 때 사실관계가 다른 주장이며 덕수이씨세보에 기록되어 있는 입기묘사적(入己卯士籍)에 대한 잘못된 해석이다.
덕수이씨세보(德水李氏世譜)에 따르면 이백록(李百綠)이 생원시에 합격하였던 중종 17년(1522) 임오년 사마행검으로 생원 선교랑 참봉에 천제되었으나 나아가지 않은 것을 알 수 있다. 사마행검은 유생들의 행실과 품행, 학문 정도를 관찰 검증하는 것으로 이백록(李百綠)이 중종 14년(1519) 기묘사화에 연루되었다면 발생할 수 없다. 다만 관직을 불취한 이유에 대해서는 정확한 근거 자료를 바탕으로 한 사실관계를 확인할 수 없고 풍암공파 후손(참판공파, 율리공파, 충무공파)의 구전에 의한 기록 또는 전후 사정을 고려한 추측만 가능하다.
조선왕조실록 중종 29년(1534) 8월 18일 "생원 이백록(李百綠) 등이, 상께서 친히 문묘에 제향한 다음 대사례를 행하고, 쌀 2백 석을 하사하고 또 궐정에서 특별히 술과 음악을 하사하신 데 대해 전을 올려 감사하였다. 이하 생략" 이백록(李百綠)의 장남 출생년도인 중종 6년(1511)을 근거로 생년을 추정시 40세 전후로 이른 나이인 중종 17년(1522) 생원시에는 합격(당시 성균관 유생들의 생원, 진사시 평균 급제 나이가 35세 전후로 알려져 있다.)하였지만 오랫동안 대과에는 급제하지 못하여 유생으로 있었던 것을 알 수 있다. 
조선왕조실록 중종 35년(1540) 6월 27일 "평시서 봉사 이백록(李百綠)은, 성품이 본디 광패하여 날마다 무뢰배들과 어울려 거리낌없이 멋대로 술을 마시는가 하면 외람된 짓으로 폐단을 일으킨 일이 많으니, 파직시키소서." 평시서는 시전(市廛)과 도량형, 그리고 물가 등에 관한 일을 관장하던 관서로 봉사(奉事)는 종8품의 관직이며 시장의 상인들과 소통이 다른 관직에 비하여 많았다. 조선왕조실록을 살펴보면 <<광패하다>>는 표현이 간혹 등장하는데 보통 직위의 고하를 가리지 않고 거침없이 남의 잘못이나 시비를 따지고 바른 소리를 하는 직설적인 인물들을 묘사할 때 사용되며 대표적인 인물은 어사 박문수가 있다. 증조부인 이변(李邊), 아버지인 이거(李琚), 손자인 이순신의 일기를 참고하면 성격과 기질이 집안 내력 임을 알 수 있는데 상급자 또는 하급자와 마찰이 있었던 것을 추측할 수 있다.
조선왕조실록 명종 1년(1546) 의득의 내용은 다음과 같다. 윤인경 등이 의논드리기를,"삼가 이정(李貞)의 진소(陳訴)를 보니, 그 아비 백록(百祿)이 중종 대왕의 국휼(國恤) 때 주육(酒肉)을 갖추어 베풀고는 아들을 성혼시켰다고 잘못 녹안(錄案)되었다. 그런데 이는 그때 경상 감사(慶尙監司)의 계본(啓本)에는 주육을 갖추어 베풀었다는 말이 없었는데 형조(刑曹)에서 함문(緘問)할 때 주육설판(酒肉設辦)이란 네 글자를 첨가하여 아뢰어서 의금부로 옮기고는 곤장을 쳐서 복초(服招)한 것이라고 합니다. 이하생략" 중종 39년(1544) 왕실의 초상 때 주육설판(酒肉設辦)의 오해로 이백록(李百綠)은 곤장으로 복초 당하고 회복하지 못한 것으로 보인다. 이후 가문은 녹안되어 후손들의 벼슬길이 막히나 2년 후인 명종 1년(1546) 장남 이정(李貞)의 상소로 해제된다.
충무공파 종회는 2009년 다음과 같이 "1519년 풍암공(楓巖公)이 흠모하던 정암 조광조가 훈구세력이 일으킨 기묘사화로 인해 화순에서 사약을 받아 죽고, 주위 사람들도 같은 당여(黨與)로 몰려 참형을 당하자 서울에 살던 풍암공은 곧바로 조광조의 묘소가 있는 경기도 용인 심곡리에서 그리 멀지 않은 고기리에서 모든 것을 포기하고 은거하다 생을 마치셨습니다. 풍암공의 묘소도 용인의 고기리에 있으며, 풍암공의 생몰년을 모르는 것도 이와 무관하지 않습니다. 이하생략" 인터넷에 게시하였지만 이백록(李百綠)의 선교랑 평시서 봉사직 수행과 조선왕조실록의 기록을 근거로 생애를 비교해 보았을 때 일부 사실관계가 다른 주장이다.
풍암공(楓巖公) 이백록(李百綠)의 손자 대에서 참판공파(羲臣), 율리공파(堯臣), 충무공파(舜臣)로 나뉘어 세계(世系)를 이루었다. 따라서 덕수이씨 37개의 계파 중 풍암공파 라는 계파는 없으며 풍암공파 종친회라는 표현이 정확하다. 풍암공파 종친회는 증조부인 정정공 이변(李邊)의 묘가 있는 금천현(現 서울시 관악구 봉천동 탑곡) 일대를 계승하여 현재까지 묘소를 수호봉사하고 묘하에 사설로 덕수공원으로 조성하여 후손들의 배움의 터전과 아울러 이용시민의 건강증진과 여가 선용을 겸한 성스러운 장소로 운영하고 있다. 후손 중 가장 대표적인 인물은 충무공 이순신(李舜臣)으로 한국인이 가장 존경하는 위인이며 영웅을 넘어 성웅으로 지금까지도 칭송받고 있다.

## 가족관계
- 증조부 : 이변(李邊, 1391년 - 1473년)
  - 조부 : 이효조(李孝祖), 통훈대부 통례원 봉례.
  - 조모 : 행주 기씨(幸州奇氏, 기분(奇賁)의 딸)
    - 아버지 : 이거(李琚) :통정대부 병조참의.
    - 어머니 : 임피 진씨(臨陂陳氏, 현령 진세번의 딸)
      - 형 : 이백복(李百福), 통훈대부 함종현령.
      - 형수 : 숙인(淑人)경주이씨(慶州李氏, 판관 이종순의 딸)
      - 본인 : 이백록(李百祿, 호는 풍암(楓巖), 이순신의 조부)
      - 부인 : 증 정부인(貞夫人)초계변씨(草溪卞氏, 생원 변감의 딸)
        - 장자 : 이정(李貞, 1511~1583), 이순신의 부, 이완의 조부)
        - 며느리 : 증 정경부인(貞敬夫人)초계 변씨(草溪卞氏, 변수림의 딸)

      - 부인 : 증 정부인(貞夫人)재령이씨(載寧 李氏, 현감 이속의 딸)
        - 차남 : 이현(李賢)
        - 며느리 : 죽산박씨(竹山朴氏, 부사 박영의 딸)
        - 삼남 : 이귀(李貴)
        - 며느리 : 우계이씨(羽溪李氏, 참봉 이준근의 딸)

      - 동생 : 이백령(李百齡), 생원.
      - 제수 : 우계이씨(羽溪李氏, 감찰 이대근의 딸)

## 문헌
百綠 字成之 號楓巖 生員 薦除宣教郎 叅奉 奉事 皆不就 一五一九年 中宗 入己卯士籍 贈嘉善大夫户曹叅判同知義禁府事五衛都摠府總管行宣教郎平市署奉事 墓龍仁郡水枝面古基里孫基西坐 有表石 配贈貞夫人草溪卞氏 父生員誠 祖叅奉鈞 直提學孝文曾孫 生一子 忌六月二十二日 墓農所洞 一九七五年乙卯四月十七日緬封于府君墓合窆 繼配贈貞夫人載寧李氏 父縣監㻋 祖監司孟賢 墓雙墳
형제가 묘터를 잡을시 형님인 함종공 백복의 묘터는 문인이 나올 자리이고 동생인 풍암공의 묘자리는 무인이 많이 나올 자리긴 하나 풍암공의 묘터는 북에 해당되므로 소리를 나게 하는 북채가 없으면 발복하지 못함을 알고 함종공께서 북채에 해당하는 앞산을 사주었다고 한다.